# Энтральго, Элиас (историк)
Хосе Элиас Энтра́льго Вальина (исп. José Elías Entralgo Vallina; 28 марта 1903, Гавана — 4 сентября 1966, Гавана) — кубинский историк.
Дебютировал в печати книгой очерков о современной кубинской литературе «Профили» (исп. Perfiles; 1923). Окончил Гаванский университет в 1930 году, получив степени по праву и литературе и философии. С 1934 года профессор истории и социологии Гаванского университета, одновременно выступал с публичными лекциями по кубинской и мировой истории, в том числе в эфире Народного радиоуниверситета (исп. Instituto Popular del Aire). Был ответственным секретарём журнала Revista Bimestre Cubana и редактором журнала Universidad de la Habana.
После Кубинской революции декан факультета гуманитарных наук Гаванского университета, председатель государственной Комиссии по университетскому образованию, председатель кубинской Национальной комиссии по делам ЮНЕСКО.
Автор трудов по истории, социологии и культуре Кубы. Наиболее значительная печатная работа Энтральго — книга «Многоликий Варона» (исп. Algunas facetas de Varona; 1965). Среди других его работ — статья «Гаванский капитализм» (исп. El Capitalismo habanero), опубликованная как предисловие к книге Лоло де ла Торьенте «Гавана Сесилии Вальдес» (1946).